# Grand Slam (Vielseitigkeitsreiten)
Der Grand Slam of Eventing (zu deutsch: Grand Slam des Vielseitigkeitsreitsports) ist ein vom Uhrenhersteller Rolex gesponserter Sonderpreis im Vielseitigkeitsreiten, der seit 1999 ausgeschrieben ist.
Um den Sonderpreis zu erlangen, müssen folgende Turniere, die alle als CCI 4* ausgeschrieben sind, in Folge gewonnen werden:
- Land Rover Kentucky Three Day Event (Lexington, Kentucky, Vereinigte Staaten von Amerika)
- Mitsubishi Motors Badminton Horse Trials (Grafschaft Gloucestershire, Großbritannien)
- Land Rover Burghley Horse Trials (Grafschaft Lincolnshire, Großbritannien)

Zu Beginn war der Grand Slam of Eventing mit 250.000 US-$ dotiert, später wurde die Dotation auf 350.000 US-$ erhöht. Für den Gewinn des Preises ist es nicht relevant, mit welchem Sieg begonnen wird. Jedoch entsteht eine besondere Schwierigkeit dadurch, dass die Turniere in Lexington und Badminton an zwei hintereinanderliegenden Wochenenden ausgetragen werden und somit regelmäßig mit zwei unterschiedlichen Pferden geritten werden muss.

## Sieger
Erste Siegerin des Sonderpreises war Pippa Funnell. Sie gewann den CCI 4* Lexington 2003 mit Primmore’s Pride, den CCI 4* Badminton 2003 mit Supreme Rock und den CCI 4* Burghley 2003 mit Primmore’s Pride. Sie gewann dadurch neben den regulären Preisgeldern 250.000 US-$.
Zweiter Gewinner des Grand Slams und damit von 350.000 US-$ war Michael Jung: Nach Siegen in Burghley 2015 mit Sam und Lexington 2016 mit Rocana beendete er auch Badminton mit Sam auf dem ersten Platz.
Reiter, die den Sieg des Grand Slam of Eventing knapp verpassten, waren:
- Andrew Hoy: Er gewann im Jahr 2006 das Kentucky Three Day Event (mit Master Monarch) und die Badminton Horse Trials (Moonfleet), verpasste jedoch bei den Burghley Horse Trials 2006 knapp den Sieg und wurde mit Moonfleet Zweiter.
- Oliver Townend (2009/2010): Townend gewann die Badminton Horse Trials 2009 mit Flint Curtis und die Burghley Horse Trials 2009 mit Carousel Quest. Bei den Kentucky Horse Trials 2010 trat er mit Ashdale Cruise Master und ODT Master Rose an. Jedoch stürzte er mit Ashdale Cruise Master auf der Geländestrecke und wurde in ein Krankenhaus eingeliefert. Er zog sich Rippenbrüche und ein gebrochenes Schlüsselbein zu, so dass er am Folgetag nicht mehr mit ODT Master Rose (mit dem er zuvor das Gelände auf dem siebenten Rang abschloss) im Springen starten konnte.[4]
- Oliver Townend (2017/2018): Nach dem Sieg der Burghley Horse Trials 2017 mit Ballaghmor Class gewann Oliver Townend auch den Kentucky Three-Day Event 2018 (mit Cooley Master Class). Damit hatte Townend in Badminton erneut die Chance auf den Gewinn des Grand Slams. Nach der Dressur lag er Ballaghmor Class in Führung und mit Cooley SRS auf Rang 15. 7,2 Minuspunkte aus dem Gelände mit beiden Pferden und zwei Springfehler mit Ballaghmor Class ließen ihn jedoch hinter Jonelle Price zurückfallen, im Endergebnis kam er auf Rang zwei und fünf. Nach seinen Geländeritten in Badminton wurde Oliver Townend aufgrund übermäßigen Peitschengebrauchs verwarnt.[5][6]

Alle drei Turniere, die Teil des Grand Slam of Eventing sind, sind seit 2008 auch Teil der FEI Classics.